# 온세텔레콤 (1996~2007년 기업)
주식회사 온세텔레콤(영어: Onse telecom Corporation)은 1996년 설립된 국제전화, 인터넷전화 등 유무선 통합의 종합통신서비스를 제공하는 대한민국의 기간통신사업자이다.
1996년 7월 9일 온세통신으로 설립되었다. 2003년 11월 자금난으로 수원지방법원에 법정관리를 신청하였고, 2006년 3월 통신단말기 제조 기업 유비스타가 온세통신 지분 100%를 인수하였다. 2006년 9월 유비스타가 알덱스에 인수되어 알덱스의 자회사로 편입되었고 법정관리가 종료되었다. 2007년 8월 1일 온세텔레콤으로 상호 변경하였다. 2007년 11월 8일 유비스타에 피흡수합병되었으며 기존의 유비스타는 합병 이후 온세텔레콤으로 상호 변경하였다. 2007년 11월 12일 폐업하였다.

## 서비스
- 포인트통통 애플리케이션(App)
- 국제전화 서비스(00365, 008)
- 전국대표번호 서비스 (1688, 1666)
- 콜렉트콜 서비스 (1677)
- 인터넷전화(온세VoIP)
- 안심번호 서비스 (0503, 0504, 0507)